# KITEN
KITEN（きてん）は、宮崎県宮崎市の宮崎駅西口前にある複合商業ビルで、1階正面の高速バスターミナル（正式名称：宮崎駅西口バスターミナル）と一体的に整備された。正式名称は、宮崎グリーンスフィア壱番館。

## 概要

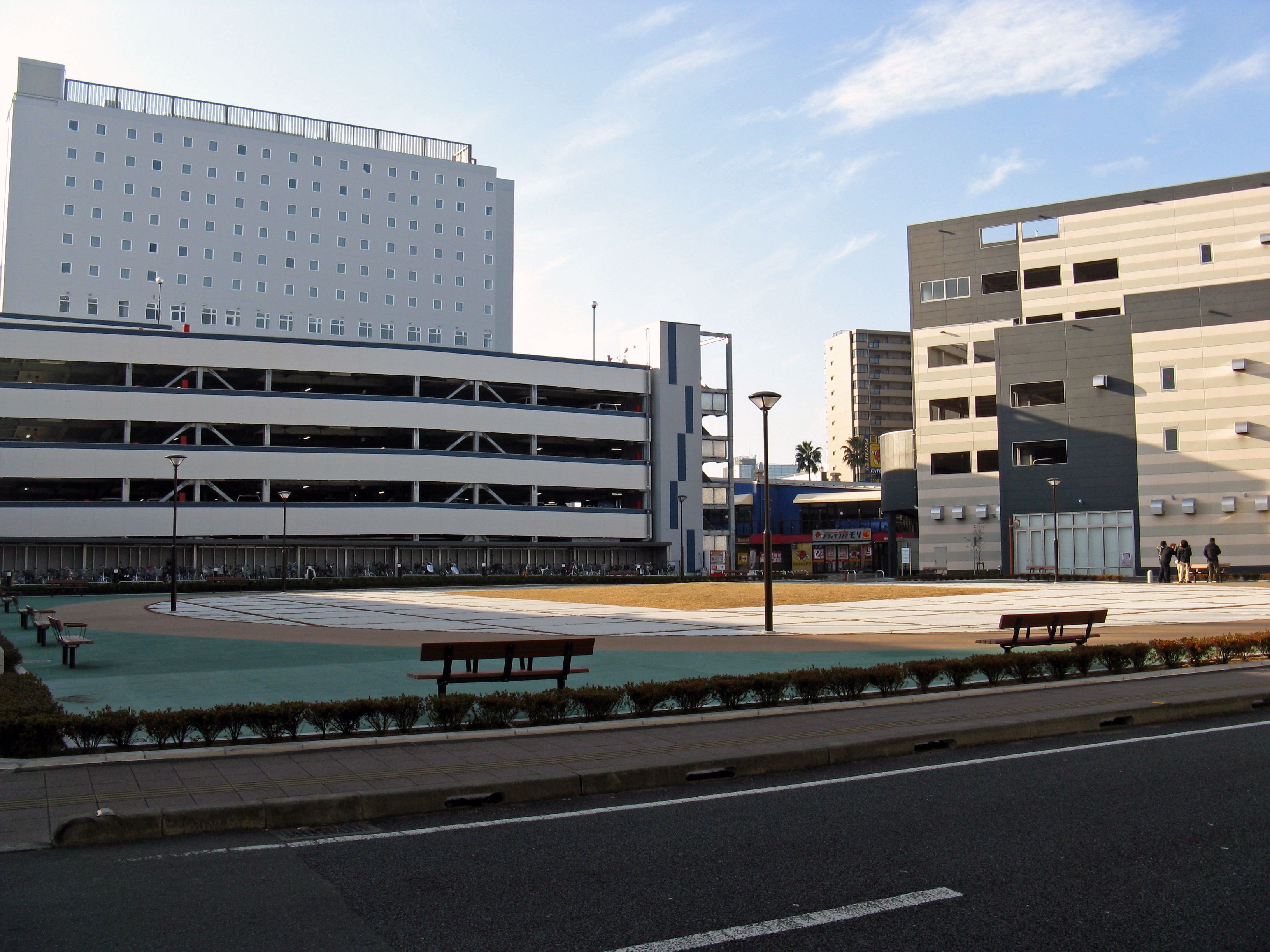
在りし日のKITEN広場（2011年12月撮影）

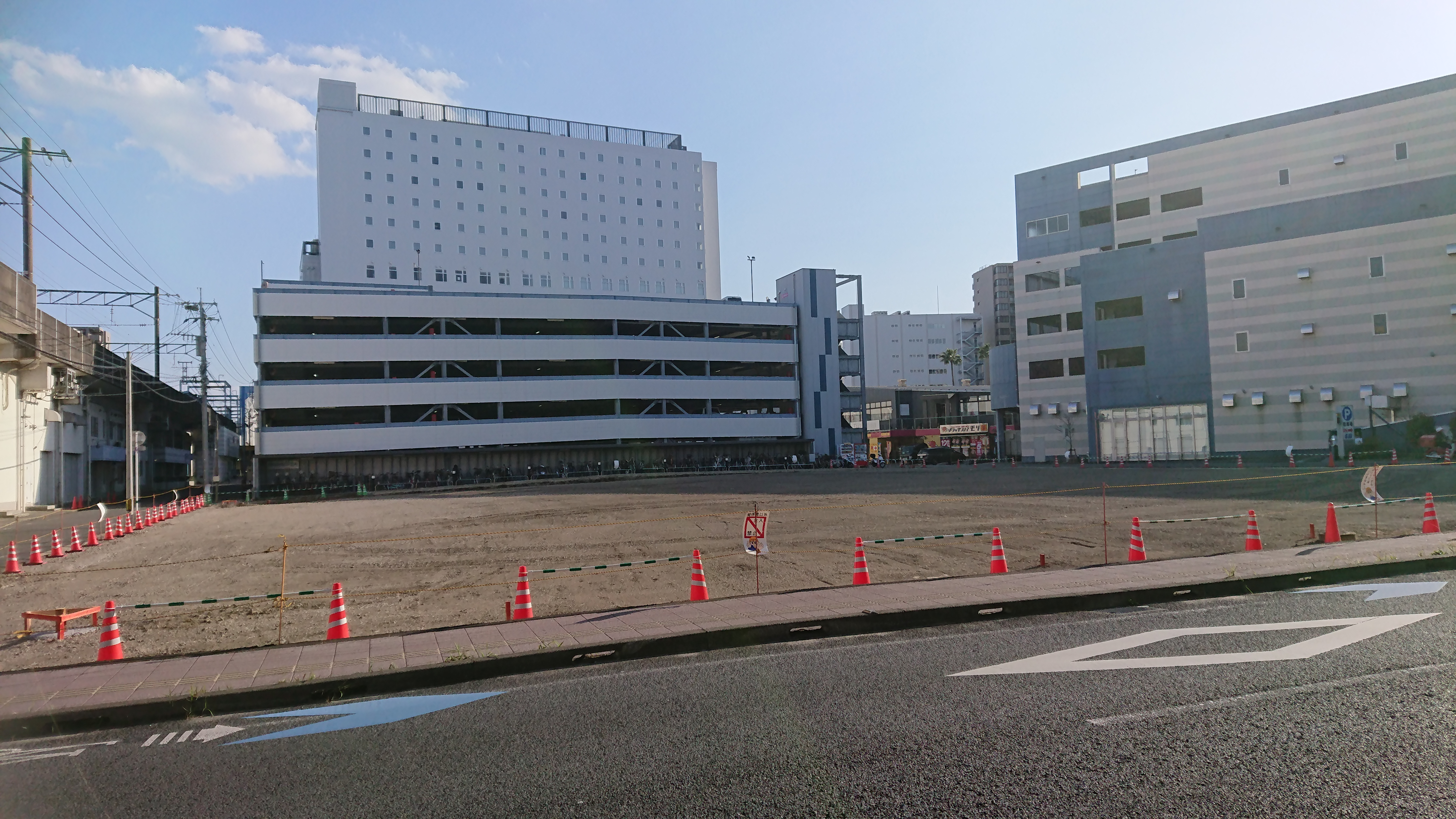
取り壊し後のKITEN広場（2020年03月撮影）

愛称のKITENは、公募により決定され、「起点」と「来てん」（宮崎弁で「来てみて」「おいで」の意味）を掛け合わせたものとなっている。
当初は、16階建て（壱番館）と5階建て（弐番館）のビル2棟と、6階建て立体駐車場を建設する計画だった。しかし、その後の景気低迷で、14階建てビル1棟（壱番館）と4階建て立体駐車場の構成へと縮小され、総事業費も58億円から47億円に圧縮された。弐番館の計画地は、多目的広場「KITEN広場」として活用されていたが、アミュプラザみやざきの開業に伴い、2020年3月より立体駐車場へと転用された｡

### フロア構成
8F - 14F ホテルフロア
8F - コンベンションホール
4F - 7F オフィスフロア
1F - 3F サービスフロア

### バスターミナル
本館1F正面には県外都市間バス向け高速バス乗り場が3バース設置されている。宮崎交通が運行に関与する路線はここから発着する。当ビル開設以前には、宮崎駅西口から横断歩道を渡った場所に「宮崎交通 宮崎駅前バスセンター」が存在しつつ、路線によって宮崎駅前のバス乗り場が異なっていたが、当ビル開設によってその一角に宮崎交通の高速バス乗車券ならびに一般路線バスの定期券や各種乗車券等の発券窓口を移転ならびに高速バス乗り場が集約された。
下記の路線は全て宮崎交通による運行である。
- A乗り場（福岡方面）
  - 宮崎 - 人吉・八代 - 八女・久留米・基山・福岡「フェニックス号」（西日本鉄道・JR九州バス・九州産交バスとの共同運行）　※一部便は八代・八女・久留米は不停車
- B乗り場（八代【新幹線連絡バス】）
  - 宮崎 - 新八代駅（東口）「B&Sみやざき」（JR九州バス・産交バスとの共同運行）　※途中での降車不可
- C乗り場（その他方面）
  - 宮崎 - 人吉 - 熊本「なんぷう号」（九州産交バスとの共同運行）
  - 宮崎 - 大村・諫早 - 長崎「ブルーロマン号」（長崎県交通局との共同運行）
  - 宮崎 - 高千穂（期間限定運行）

かつては、鹿児島・大分方面にも運行されていたが、2020年に発生した新型コロナウイルスの感染拡大の影響により減便ののち路線が廃止されたため、現在は発着していない。また、夜行便については関西方面への路線（宮崎交通は運行支援のみ）に関しては一度も乗り入れがなされなかったが、福岡線に関しては2011年3月12日から2013年3月31日まで試験的に夜行便の運行を再開して以降、2016年4月22日から2020年5月31日（新型コロナウイルスの世界的感染拡大の影響により同年4月以降は運休となったため実質的には3月28日が最終運行）まで「宮崎・延岡 - 福岡線」として金・土のみの運行により当ビルより発着していた。
なお、一般路線バスと空港リムジンバス・定期観光バス・宮崎市街地巡回バス（グリーンスローモビリティ）「ぐるっぴー」の乗り場は駅西口前のロータリー広場に設けられたバス乗り場から発着し、一般路線のうち平和台方面行きとイオンモール宮崎行き、ならびに宮崎交通が運行に関与しない県外高速バスは宮崎駅東口からの発着である。

### 弐番館計画地から駅前立体駐車場へ
当初は弐番館の計画地として確保されていた土地であったが、計画縮小に伴い立体駐車場、駐輪場、KITEN広場（KITEN Square）として開放された公園及び観光・物産情報発信のイベントスペースとして運用されていた。宮崎駅周辺では前述のアミュプラザみやざきの建築に伴う駐車場の設置及び増築が進んでおり、KITEN広場についても2020年3月より立体駐車場の増築工事が着工され、広場としての機能は消失した｡

## 沿革
- 2010年4月 - 壱番館・立体駐車場棟を着工。
- 2011年10月1日 - 竣工。高速バスターミナルもオープン。
- 2011年10月15日 - スポーツ情報発信拠点「スポーツプラザ宮崎JERSEY（ジャージ）」がオープン。
- 2011年11月3日 - JR九州ホテル宮崎がオープンし、グランドオープン。
- 2020年3月 - 弐番館予定地であったKITEN広場がアミュプラザみやざき向けの立体駐車場へと改装。